# Comuna Prepelița, Sîngerei
Comuna Prepelița este o comună din raionul Sîngerei, Republica Moldova. Este formată din satele Prepelița (sat-reședință), Clișcăuți, Mihailovca și Șestaci.

## Demografie
Conform datelor recensământului din 2014, comuna are o populație de 3.372 de locuitori. La recensământul din 2004 erau 3.927 de locuitori.

## Administrație și politică
Componența Consiliului local Prepelița (13 consilieri), ales la 5 noiembrie 2023, este următoarea:
|  | Partid                                        | Consilieri | Componență | Componență | Componență | Componență | Componență | Componență | Componență | Componență | Componență |
|  | --------------------------------------------- | ---------- | ---------- | ---------- | ---------- | ---------- | ---------- | ---------- | ---------- | ---------- | ---------- |
|  | Partidul Liberal Democrat din Moldova         | 9          |            |            |            |            |            |            |            |            |            |
|  | Partidul Socialiștilor din Republica Moldova  | 2          |            |            |            |            |            |            |            |            |            |
|  | Partidul Acțiune și Solidaritate              | 1          |            |            |            |            |            |            |            |            |            |
|  | Partidul Dezvoltării și Consolidării Moldovei | 1          |            |            |            |            |            |            |            |            |            |